# Henrik Stenson
Henrik Stenson, né le 5 avril 1976 à Göteborg, est un golfeur suédois. Vainqueur de l'Open britannique 2016, Stenson est un joueur historique de l'équipe européenne de Ryder Cup, compétition qu'il a remporté trois fois. Médaillé olympique lors des Jeux olympiques d'été de 2016, le parcours du sportifs suédois est marqué par une faillite lors de la crise de 2008 et une perte de toute sa force physique en 2010. Numéro 3 mondial après la saison 2012 puis numéro 2 mondial après la saison 2013, Stenson se relève de ces épreuves pour redevenir l'un des meilleurs golfeurs du monde.

## Carrière

### Débuts professionnels (1999-2005)
Après des débuts réussis sur le Challenge Tour en 1998, Henrik Stenson passe professionnel en 1999. Il obtient sa carte pour accéder au Circuit Européen en 2001. Il commence à travailler avec l'entraîneur Pete Cowan.

### Révélation de la Ryder Cup et meilleur joueur suédois (2006-2007)
Henrik Stenson obtient sa place dans l'équipe européenne de la Ryder Cup 2006 grâce à ses performances sur ce circuit lors des saisons 2005 et 2006 lors desquelles il termine respectivement à la 8e puis 6e place à l'ordre du Mérite européen. La compétition se déroule en Irlande et le suédois est l'un des débutants de la compétition. Pour son premier match, en foursome le vendredi, il apporte ½ point à son équipe en partageant la partie face aux Américains Stewart Cink et David Toms. Dans sa rencontre individuelle face à Vaughn Taylor, il réussit le putt décisif qui assure la victoire européenne pour conclure son match sur le score de 4 & 3.
Sa victoire dans le WGC-Accenture Match Play Championship 2007 le conduit à la 5e place du classement mondial. Cette place est le meilleur rang occupé par un Suédois : Jesper Parnevik avait auparavant occupé la 7e en mai 2000.

### Crise personnelle et rebond (2008-2012)
En mai 2009, il gagne le Players Championship, tournoi le plus important de la saison après les quatre majeurs, et grimpe à la quatrième place du classement mondial,. En partie ruiné après avoir perdu 8 millions de dollars investi à travers l'escroc Allen Stanford, il est aussi lâché par son genou et tombe au-delà de la 230e place mondiale. Sa victoire au Players lui offre cependant la possibilité de jouer sur le PGA Tour pendant les cinq années suivant son succès. Il enchaîne les résultats décevants, manquant de nombreux cut avant de terminer 23e de l'US Open. Au lieu de se battre sur les circuits professionnels, il joue sur des tournois locaux européens.

### Au sommet (2013-2016)

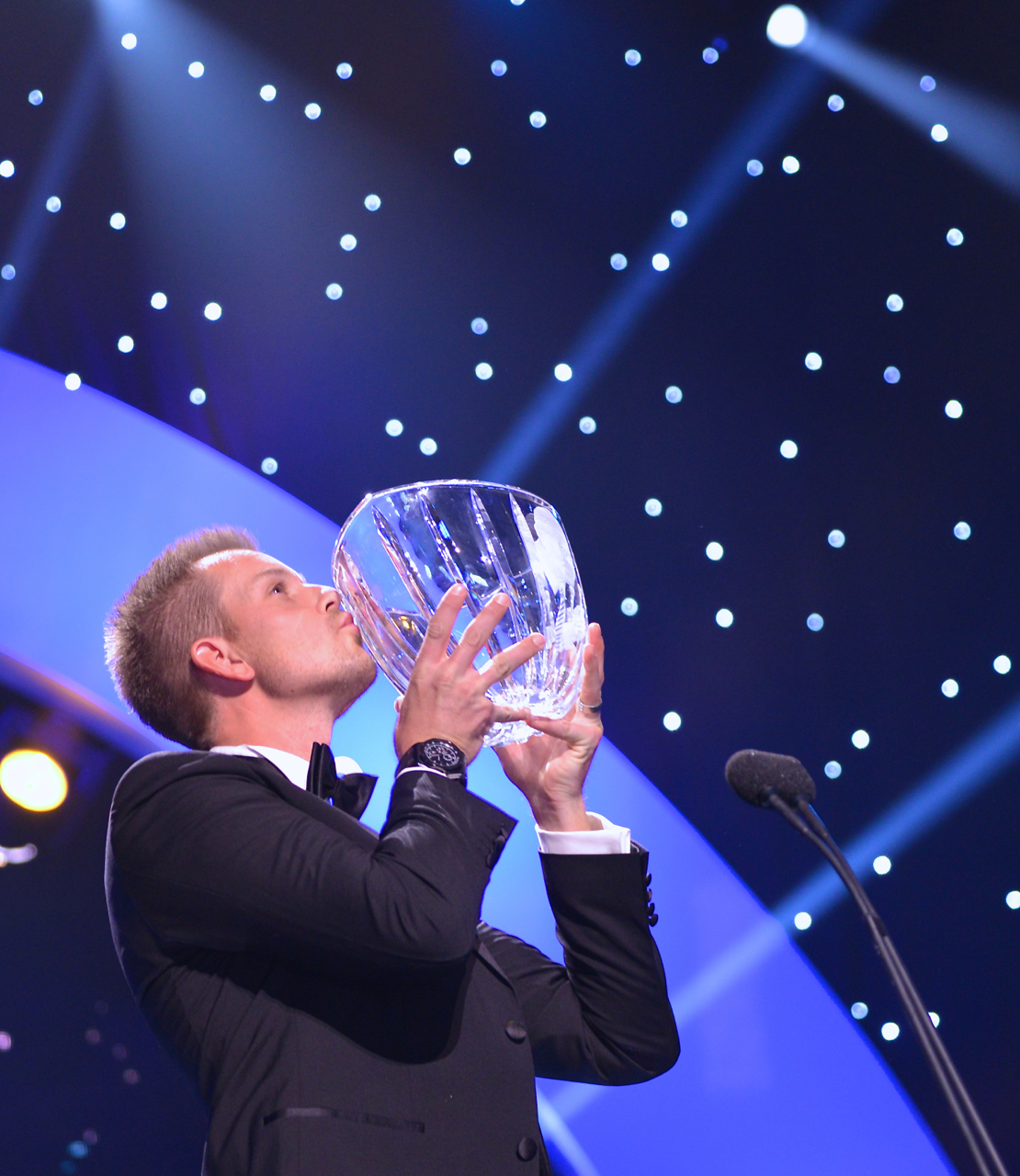
Henrik Stenson remporte le prix Jerring Prize 2013 au Swedish Sports Gala en janvier 2014.

Stenson se révèle comme l'un des meilleurs joueurs de la saison 2013. Faisant preuve d'une impressionnante régularité, il signe sept podiums en neuf tournois sur les plus grands tournois de golf du monde. Il remporte le Deutsche Bank Championship puis le Tour Championship. Il conclut la saison à la troisième place du classement mondial. Sur la saison 2013, le golfeur encaisse plus de 11 millions de dollars de gains pour ses performances, mettant fin à une période difficile.
En 2016, la 145e édition de l'Open britannique sur le Royal Troon Golf Club à Troon en Écosse. Henrik Stenson commence sa semaine par une carte de 68 qui le place à cinq coups du leader Phil Mickelson. Au deuxième tour, il signe dans des conditions compliquées une magnifique carte de 65, six coups sous le par malgré la pluie et le vent. Ce tour lui permet de revenir à un coup de Mickelson (-10). Le week-end se transforme en historique duel entre les deux joueurs qui se détachent du reste des joueurs. Après avoir pris l'avantage à l'issue du troisième tour, les deux joueurs se retrouvent dans la partie finale du dimanche. Au terme du Duel of the Sons, Stenson remporte le 17 juillet 2016 son premier Open britannique et son premier tournoi majeur,.
Médaillé d'argent aux Jeux olympiques à Rio derrière Justin Rose, Stenson remporte la Race to Dubai et est désigné joueur de l'année du circuit européen. Vainqueur de majeur, médaillé olympique, Stenson fait de nouveau partie de l'équipe européenne de Ryder Cup 2016. Bien qu'il soit forfait pour The Barclays un mois plus tôt, sa blessure au genou droit ne l'empêche pas de disputer toutes les rencontres possibles de la compétition. Le Suédois remporte deux de ses cinq rencontres dans la défaite de l'équipe européenne aux États-Unis.
En août 2017, Stenson remporte le Wyndham Championship en battant le record du parcours avec un score final de 258 coups, soit -22 sous le par après une carte finale de 64. Cette victoire, la première depuis l'Open britannique, lui permet d'encaisser un gain d'1 044 000 $.
Blessé au coude à l'été 2018, Stenson doit déclarer forfait à l'Open d'Écosse. En septembre, il est l'un des quatre choix du capitaine Thomas Bjørn

## Palmarès

### Victoires professionnelles
PGA Tour
- 2007 : WGC-Accenture Match Play Championship[note 1]
- 2009 : The Players Championship
- 2013 : Deutsche Bank Championship, The Tour Championship
- 2016 : Open britannique
- 2017 : Wyndham Championship

Circuit européen
- 2001 : Benson & Hedges International Open
- 2004 : The Heritage
- 2006 : Qatar Masters, BMW International Open
- 2007 : Dubai Desert Classic, WGC-Accenture Match Play Championship
- 2012 : Open d'Afrique du Sud
- 2013 : Dubai World Championship
- 2014 : Dubai World Championship
- 2016 : BMW International Open, Open britannique

Challenge Tour
- 2000 : DEXIA-BIL Luxembourg Open, Gula Sidorna Grand Prix et le 2nd Cuba Challenge Tour Grand Final

Compétitions disputées par équipes
- St Andrews Trophy dans l'équipe d'Europe continentale : 1998
- Royal Trophy dans l'équipe d'Europe : 2006, 2007
- Ryder Cup dans l'équipe d'Europe : 2006, 2014 et 2018

### Résultats en tournois majeurs
| Tournoi               | 2001 | 2002 | 2003 | 2004 | 2005 | 2006 | 2007 | 2008 | 2009 | 2010 | 2011 | 2012 | 2013 | 2014 | 2015 | 2016 | 2017 | 2018 |
| --------------------- | ---- | ---- | ---- | ---- | ---- | ---- | ---- | ---- | ---- | ---- | ---- | ---- | ---- | ---- | ---- | ---- | ---- | ---- |
| Masters               |      |      |      |      |      | CUT  | T17  | T17  | T38  | CUT  | CUT  | T40  | T18  | T14  | T19  | T24  | CUT  | T5   |
| Open américain        |      |      |      |      |      | T26  | CUT  | CUT  | 9    | T29  | T23  |      | T21  | T4   | T27  | For  | CUT  | T6   |
| Open britannique      | CUT  |      |      |      | T34  | T48  | CUT  | T3   | T13  | T3   | 68   |      | 2    | T39  | T40  | 1    | T11  | T35  |
| Championnat de la PGA |      |      |      |      | T47  | T14  | CUT  | T4   | T6   | CUT  |      |      | 3    | T3   | T25  | T7   | T13  | CUT  |

### Ryder Cup
Triple vainqueur de la Ryder Cup en 2006, 2014 et 2018, Henrik Stenson est l'un des joueurs historiques de l'équipe européenne. Outre son bilan invaincu et ses trois points lors de l'édition 2018, Stenson est l'européen ayant rentré le putt victorieux pour l'Europe en 2006.

### Jeux olympiques
- Médaille d'argent aux Jeux olympiques d'été de 2016 (Brésil)